# Karagarga
Karagarga ("cuervo negro" en turco ), a menudo abreviado como KG, es un foro de Internet exclusivo para miembros, un rastreador de BitTorrent y un repositorio de intercambio de archivos utilizado principalmente para compartir y descargar películas consideradas desconocidas o raras. La comunidad de miembros del sitio web se dedica a crear una biblioteca completa de películas de autor, de culto, clásicas, experimentales y raras de todo el mundo. Karagarga está cerrada al público y solo se puede acceder mediante invitación exclusiva.
El archivo de Karagarga contiene decenas de miles de películas, muchas de las cuales no están disponibles para su adquisición o visualización por otros medios. A marzo de 2025 había 221,028 torrents de películas. Los moderadores del sitio web tienen prohibido a los miembros cargar películas consideradas producciones de Hollywood, Bollywood o éxitos de taquilla convencionales. El repositorio también contiene libros, revistas, álbumes y series de televisión. Además de compartir contenido multimedia, también se sabe que los miembros han creado subtítulos para películas en idiomas que antes no estaban disponibles, como subtítulos en inglés para varias películas del director iraní Sohrab Shahid-Saless. Se pueden solicitar subtítulos aportando un crédito proporcional a los "puntos", que luego se entregan a cualquier usuario que traduzca y cargue subtítulos para la película correspondiente.

## Historia
Debido al cierre encautación del sitio web denominado Delirium-Vault, se fundó Karagarga en diciembre de 2004.